# Härdarna
Härdarna är en diktsamling av Karin Boye utgiven 1927. Det är författarens tredje diktsamling efter Moln (1922) och Gömda land (1924).
Den innehåller bland annat dikterna "I rörelse" ("Den mätta dagen, den är aldrig störst") och "Jag vill möta" ("Rustad, rak och pansarsluten gick jag fram").